# Genitorturers
Genitorturers – amerykańska grupa muzyczna wykonująca industrial metal z wpływami rocka. Zespół powstał w miejscowości Tampa w stanie Floryda w 1991 roku.

## Dyskografia
Albumy
- 120 Days of Genitorture (1993)
- Sin City (1998)
- Machine Love (2000)
- Flesh is the Law (EP, 2002)
- Blackheart Revolution (2009)[3]

Ścieżki dźwiękowe
- The Society of Genitorture (1997)
- Raging Hormones (1999)
- Bike Week Exposed (2003)
- Vampire Clan (2003)
- True Crime: Streets of LA (2004)
- Vampire: The Masquerade – Bloodlines (2004)

## Wideografia
- Society of Genitorture (1997, VHS)
- The Society of Genitorture (2001, DVD)
- Live in Sin (2007, DVD)